# Équipe d'Angleterre de rugby à XV au Tournoi des Cinq Nations 1980
L'Équipe d'Angleterre de rugby à XV au Tournoi des Cinq Nations 1980 termine première en réalisant un Grand Chelem, soit quatre victoires pour quatre matchs disputés. Au total, dix-neuf joueurs contribuent à ce succès. 

## Liste des joueurs

### Première ligne
- Phil Blakeway (4 matchs, 4 comme titulaire)
- Fran Cotton (4 matchs, 4 comme titulaire)
- Peter Wheeler (4 matchs, 4 comme titulaire)

### Deuxième ligne
- Bill Beaumont (4 matchs, 4 comme titulaire)
- Maurice Colclough (3 matchs, 3 comme titulaire)
- Nigel Horton (1 match, 1 comme titulaire)

### Troisième ligne
- John Scott (4 matchs, 4 comme titulaire)
- Tony Neary (4 matchs, 4 comme titulaire)
- Mike Rafter (1 match, 0 comme titulaire)
- Roger Uttley (4 matchs, 4 comme titulaire)

### Demi de mêlée
- Steve Smith (4 matchs, 4 comme titulaire)

### Demi d’ouverture
- John Horton (4 matchs, 4 comme titulaire)

### Trois-quarts centre
- Tony Bond (1 match, 1 comme titulaire)
- Paul Dodge (2 matchs, 2 comme titulaire)
- Nick Preston (2 matchs, 2 comme titulaire)
- Clive Woodward (4 matchs, 3 comme titulaire)

### Trois-quarts aile
- John Carleton (4 matchs, 4 comme titulaire)
- Mike Slemen (4 matchs, 4 comme titulaire)

### Arrière
- Dusty Hare (4 matchs, 4 comme titulaire)

## Résultats des matchs
- À Londres, Twickenham : Angleterre 24-9 Irlande
- À Paris, Parc des Princes : France 13-17 Angleterre
- À Londres, Twickenham : Angleterre 9-8 Galles
- À Édimbourg, Murrayfield : Écosse 18-30 Angleterre

## Statistiques

### Meilleur réalisateur
- Dusty Hare 34 points

### Meilleur marqueur d'essais
- John Carleton 4 essais
- Mike Slemen, Steve Smith 2 essais